# Ihor Krasnopir
Ihor Wiaczesławowycz Krasnopir (ukr. Ігор Вячеславович Краснопір; ur. 1 grudnia 2002 w Kijowie) – ukraiński piłkarz grający na pozycji napastnika w ukraińskim klubie Ruch Lwów. Młodzieżowy reprezentant Ukrainy. Uczestnik Letnich Igrzysk Olimpijskich 2024 w Paryżu.

## Sukcesy

### Ukraina U-23
- Zwycięzca Turnieju Maurice’a Revello: 2024(inne języki)